# Русь Поляни (комуна)
Комуна Русь Поляни (рум. Comuna Poienile de sub Munte, також відома як Комуна Поляни) — комуна в Румунії, у жудці Марамуреш, що є частиною Мараморощини. Адміністративний центр — село Руська Поляна.

## Населення
За даними перепису населення 2002 року населення території, підпорядкованій комуні Русь Поляни становило 10 033 особи. Найбільшу частину населення комуни складали українці. У населенні були присутні такі етнічні групи:
- українці — 9711;
- румуни — 253;
- угорці — 60;
- німці — 5;
- вірмени — 3;
- цигани — 2;
- росіяни — 2;
- євреї — 1.